# Lexibook
Linguistic Electronic System, plus connue sous le nom de Lexibook est une entreprise française qui conçoit, fabrique et commercialise des produits électroniques grand public.
L'activité du groupe concerne :
1. des produits de bureautique : notamment dictionnaires, assistants personnels, calculatrices, traducteurs, téléphones résidentiels, talkies-walkies, horlogerie et stations météo ;
2. des jouets : jeux électroniques, musicaux, interactifs, de premier âge et préscolaires, appareils photo, ordinateurs éducatifs.

La fabrication des produits de marque propre, sous licence et sous marques distributeurs est assurée par des sous-traitants implantés en Asie.
La société est cotée le Nouveau marché d’Euronext depuis 1997,

## Historique
En 2018 Lexibook lance le premier traducteur au monde basé sur l'intelligence artificielle et la reconnaissance vocale en 52 langues.
Lexibook fait actuellement des produits électroniques (réveils, tablettes etc...) inspirées par des licences de films, jeux vidéo, dessins animés etc. plaisant particulièrement aux enfants, tels que Harry Potter, Paw Patrol ou Super Mario.

## Résultats financiers
Lexibook affiche une perte nette à l'issue de son exercice 2017/2018 clos fin mars.
Le chiffre d'affaires annuel de Lexibook a reculé de 17% à 26,77 millions d'euros. À taux constant, il aurait baissé de 15,8%.

## Actionnaires
| Nom                      | Actions | %     |
| UBS LA MAISON de Gestion | 254 583 | 3,73% |
| FINEXIS SA               | 50 000  | 0,73% |

Mise à jour fin 2018.

### Marques
- Lexibook Baby : jeux de bain, ordinateurs éducatifs et consoles éducatives.
- Lexibook Junior : ordinateurs éducatifs, jeux interactifs (Plug & Play), jeux d’imitation et appareils photo.
- Lexibook : produits destinés à un public adulte : packs GPS TravelMachine, téléphones DECT Digital Emotions ou assistants personnels sous la marque Touchman.